# Vejendla
Vejendla est un village du district de Guntur, dans l'État indien d'Andhra Pradesh.

## Géographie
Vejendla est situé au nord du siège du mandal, Chebrolu.

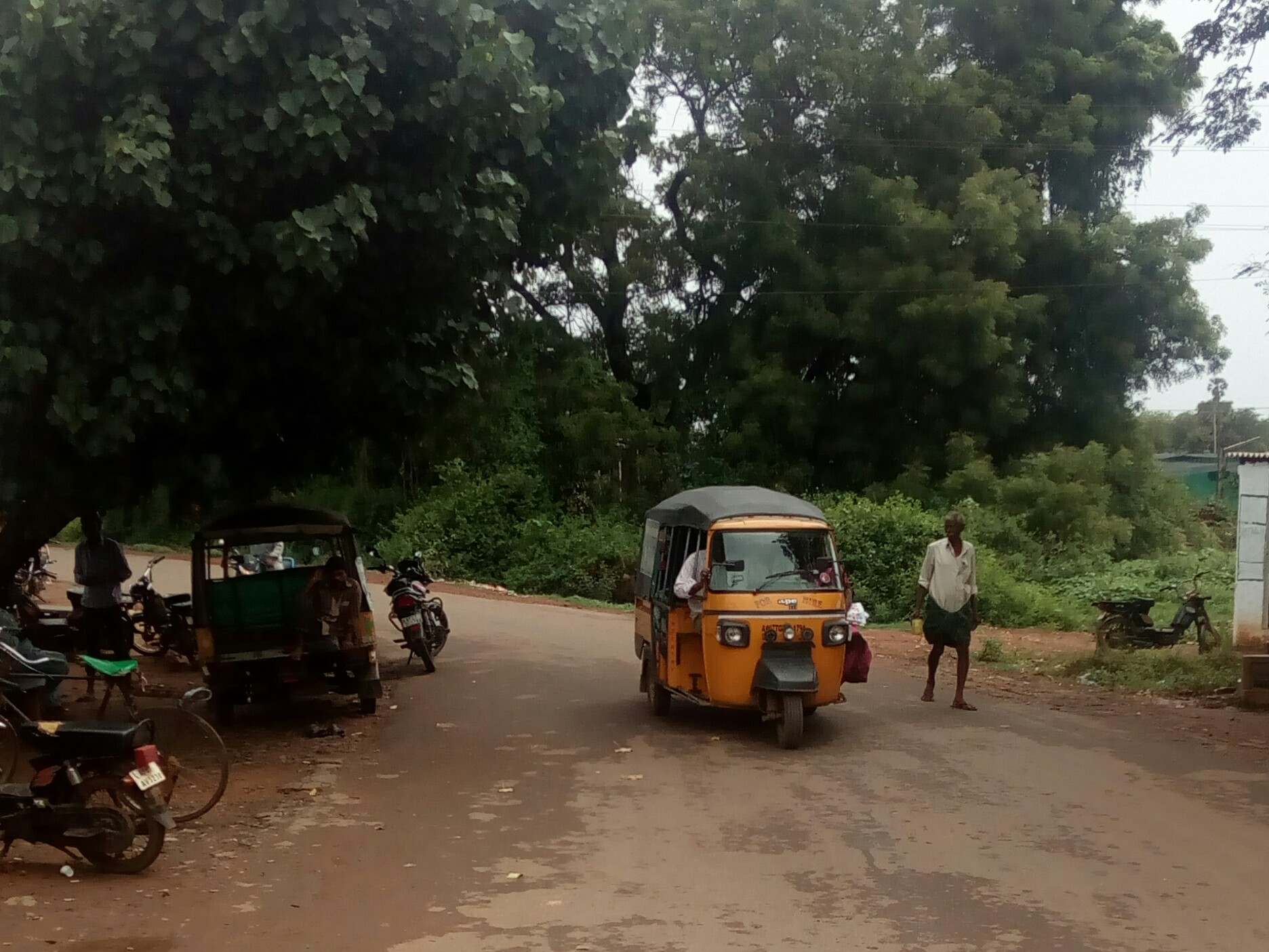
Route de Vejendla

## Gouvernance
Le gram panchayat de Vejendla est le gouvernement local autonome du village. Il est divisé en quartiers et chaque quartier est représenté par un membre du quartier. Le village fait partie de la région de la capitale de l'Andhra Pradesh et est sous la juridiction de l'APCRDA.

## Transport
La route Tenali – Narakodur contourne Vejendla. Les routes rurales relient le village à Chebrole, au contournement de Guntur et à Suddapalli. Sur cet itinéraire, APSRTC exploite des bus depuis les gares routières de Guntur et Tenali. La gare de Vejendla offre une connectivité ferroviaire et est située sur la section Guntur-Tenali de la division ferroviaire de Guntur.

## Éducation
Selon le rapport d’information scolaire pour l’année scolaire 2018-2019, le village compte un total de 10 écoles. Ces écoles comprennent 6 Zilla / Mandal Parishad et 4 écoles privées.